# Canal Cea-Carrión
El canal Cea-Carrión és una obra d'enginyeria civil que es va començar a construir el 1994 i que s'inaugurà el 1996. Aquest canal discorre 47 quilòmetres per les províncies de Lleó, Palència i Valladolid i permet el transvasament d'aigua dolça provinent de l'embassament de Riaño a la conca del riu Carrión. L'ús principal de l'aigua és l'agricultura, ja que permet el regadiu de diversos milers d'hectàrees.
Malgrat discórrer per un terreny pla, va ser necessària la construcció de diversos túnels i sifons.

## Dades tècniques
Dades tècniques de la infraestructura hidràulica:
- Longitud: 47 quilòmetres
- Superfície dominada: 2000 hectàrees
- Superfície regada: 287 hectàrees
- Cabal màxim en origen: 20 m³/s